# Sophie Ellis-Bextor
Sophie Ellis Bextor (født 10. april 1979 i Coventry) er en engelsk sanger.

## Biografi
Sophie Ellis-Bextor blev født i West Middlesex i England. Hendes mor var skuespiller og hendes far en prisbelønnet filminstruktør.
Hun har 3 søstre og 2 brødre.
Hun gik på Godolphin and Latymer skolen som er en meget anerkendt engelsk musikskole. Hun fik sin første TV optræden med W11 børneoperaen. Siden da er det gået løs.

### theaudience 1997-98
Hun dannede sammen en masse mennesker et indie band kaldet theaudience i 1997.
Gruppen fik en lunken succes, og efter et par singler blev gruppen opløst.

### Read My Lips 2001-02
Et par år efter skuffelsen med theaudience blev hun opsporet af et pladeselskab. Det var meget interesseret i en kontrakt med hende. Desperat efter hit-materiale indgik hun i en duet med DJ'en Spiller. De udgav sammen singlen If This Aint Love som gik direkte ind på førstepladsen og blev et stor dancehit. Et år efter udgav hun sin første solosingle Murder On The Dancefloor som blev hendes andet (og seneste) nummer et hit på den engelske hitliste. Read My Lips blev udgivet, solgte godt og gav 3 hit-singler mere.

### Shoot From The Hip 2003-04
2 år efter storsuccesen med Read My Lips udgav hun sin anden CD Shoot From The Hip. Selv om albummet solgte godt i England, blev det desværre en skuffelse i resten af Europa og udlandet. 2 singler blev udgivet, og Sophie besluttede sig for en pause. Hun blev gravid med sin mand Richard, og fik sønnen Sonny.

### Trip The Light Fantastic 2007
I 2007 udgav hun sit tredje album. Første single blev den catchy Catch You, og senere udgav hun så Me And My Imagination. Albummet forventes at være hendes comeback, og indtil videre er det overraskende blevet hendes andet top 5 album. Today The Sun´s On Us blev udgivet som tredje single i august 2007.

## Diskografi
- Read My Lips (2001)
- Shoot from the Hip (2003)
- Trip the Light Fantastic (2007)
- Make a Scene (2011)
- Wanderlust (2014)
- Familia (2016)
- Hana (2023)